# Imma diplospila
Imma diplospila är en fjärilsart som beskrevs av Edward Meyrick 1928. Imma diplospila ingår i släktet Imma och familjen Immidae. Inga underarter finns listade i Catalogue of Life.